# Aphanius dispar
Aphanius dispar е вид лъчеперка от семейство Cyprinodontidae.

## Разпространение
Видът е разпространен в Бахрейн, Джибути, Египет, Еритрея, Етиопия, Йемен, Израел, Индия, Ирак, Иран, Катар, Кувейт, Обединени арабски емирства, Оман, Пакистан и Саудитска Арабия.